# Lophosoria
 (juin 2018).
Si vous disposez d'ouvrages ou d'articles de référence ou si vous connaissez des sites web de qualité traitant du thème abordé ici, merci de compléter l'article en donnant les références utiles à sa vérifiabilité et en les liant à la section « Notes et références ».
Genre
Lophosoria est un genre de fougères arborescentes appartenant à la famille des Dicksoniaceae. Bien qu'il soit confiné à l'Amérique tropicale dans les temps modernes, il existe des preuves fossiles qu'il a été une fois répandu à travers le Gondwana à l'exception de la Nouvelle-Zélande.

## Espèces
2 espèces sont actuellement incluses dans le genre :
- Lophosoria quadripinnata
- Lophosoria quesadae